# Dayun Group
Dayun Group («Даюнь Груп») — китайский конгломерат, предприятия которого производят грузовые и легковые автомобили, мотоциклы и двигатели. Основан в 1987 году, штаб-квартира расположена в городе Юньчэн (провинция Шаньси).

## История
В 1987 году молодой предприниматель Юань Циньшань открыл в городе Юньчэн ремонтную мастерскую, а вскоре и магазин по продаже мотоциклов, которые он доставлял из Гуанчжоу. В начале 1990-х была основана компания Tongda Economic & Trade, а в 1997 году — Shanxi Tongda Group, ставшая к тому времени крупнейшим дилером мотоциклов в провинции Шаньси.
В декабре 1999 года Юань Циньшань основал компанию Guangzhou Dayang Motorcycle, которая при помощи тайского конгломерата Charoen Pokphand начала производить трициклы под брендом Dayang и мотоциклы под брендом Dayun. В начале 2000-х годов совокупный выпуск продукции брендов Dayang и Dayun достиг двух миллионов единиц. Параллельно Tongda Group инвестировала в недвижимость, автомобильные и морские грузоперевозки, а также создала крупную сеть автосалонов.
В 2007 году Shanxi Tongda Group основала в Юньчэне производителя тяжёлых грузовиков Shanxi Dayun Automobile Manufacturing (Dayun Motor), а в 2008 году — производителя мотоциклов Guangzhou Dayun Motorcycle, который владел сборочными заводами в Гуанчжоу и Лояне. В 2009 году Юань Циньшань создал холдинговую Dayun Group, в состав которой вошли Shangxi Tongda Group (продажи автомобилей и мотоциклов, недвижимость и логистика), Guangzhou Dayun Motorcycle (производство мотоциклов и трициклов) и Shanxi Dayun Automobile Manufacturing (производство грузовиков).
В том же 2009 году Dayun Group приобрела в Чэнду производителя лёгких грузовиков Sichuan Yinhe Automobile Group, который вскоре был переименован в Chengdu Dayun Automobile Group (Dayun Light Truck). В 2010 году стартовали продажи тяжёлых грузовиков Shanxi Dayun с двигателями Weichai Power. В том же 2010 году Chengdu Dayun построила новый сборочный завод в Шияне. В 2015 году предприятие группы начало сборку кроссовера на базе модели Jonway A380.
В 2016 году Dayun Group подписала соглашение о поставках для своих грузовиков двигателей Mercedes, а в 2017 году — двигателей Cummins. В декабре 2016 года Dayun Automobile вышла на Шэньчжэньскую фондовую биржу и собрала на IPO 5 млрд юаней. В 2018 году Dayun Group заняла 426-е место среди 500 крупнейших частных промышленных предприятий Китая и вошла в семёрку ведущих частных предприятий провинции Шаньси. В январе 2020 года группа начала продажи легковых электромобилей.
В апреле 2021 года из-за плохих финансовых показателей листинг Dayun Auto на Шэньчжэньской фондовой бирже был отозван. В 2022 году Dayun Group основала новый бренд легковых электромобилей Yuanhang.

## Деятельность
Dayun Group выпускает тяжёлые и лёгкие грузовики (в том числе дизельные и электрические тягачи, бортовые грузовики и самосвалы), легковые электромобили, мотоциклы и скутеры.
Промышленные предприятия Dayun Group расположены в Юньчэне, Шияне, Чэнду и Гуанчжоу. Крупнейшим активом группы является компания Chengdu Dayun Automobile Co. Ltd. (CDDY).

## Структура
- Dayun Auto (Юньчэн) производит грузовые и легковые автомобили[5][6].
  - Dayun Motor (Юньчэн) производит тяжёлые грузовики.
  - Dayun Light Truck (Чэнду) производит лёгкие грузовики.
  - Hubei Dayun Auto (Шиянь) производит средние грузовики.
  - Dayun Pickup Truck (Юньчэн) производит пикапы.
  - Dayun New Energy Vehicle (Юньчэн) производит легковые электромобили и электрические автобусы[7][8].
    - Yuanhang Auto (Юньчэн) производит легковые электромобили[9].
- Dayun Motorcycle (Гуанчжоу и Юньчэн) производит мотоциклы и скутеры.
  - Dayang Motorcycle (Гуанчжоу) производит трициклы.
- Dayun Commercial Vehicles занимается экспортом продукции группы.

## Галерея

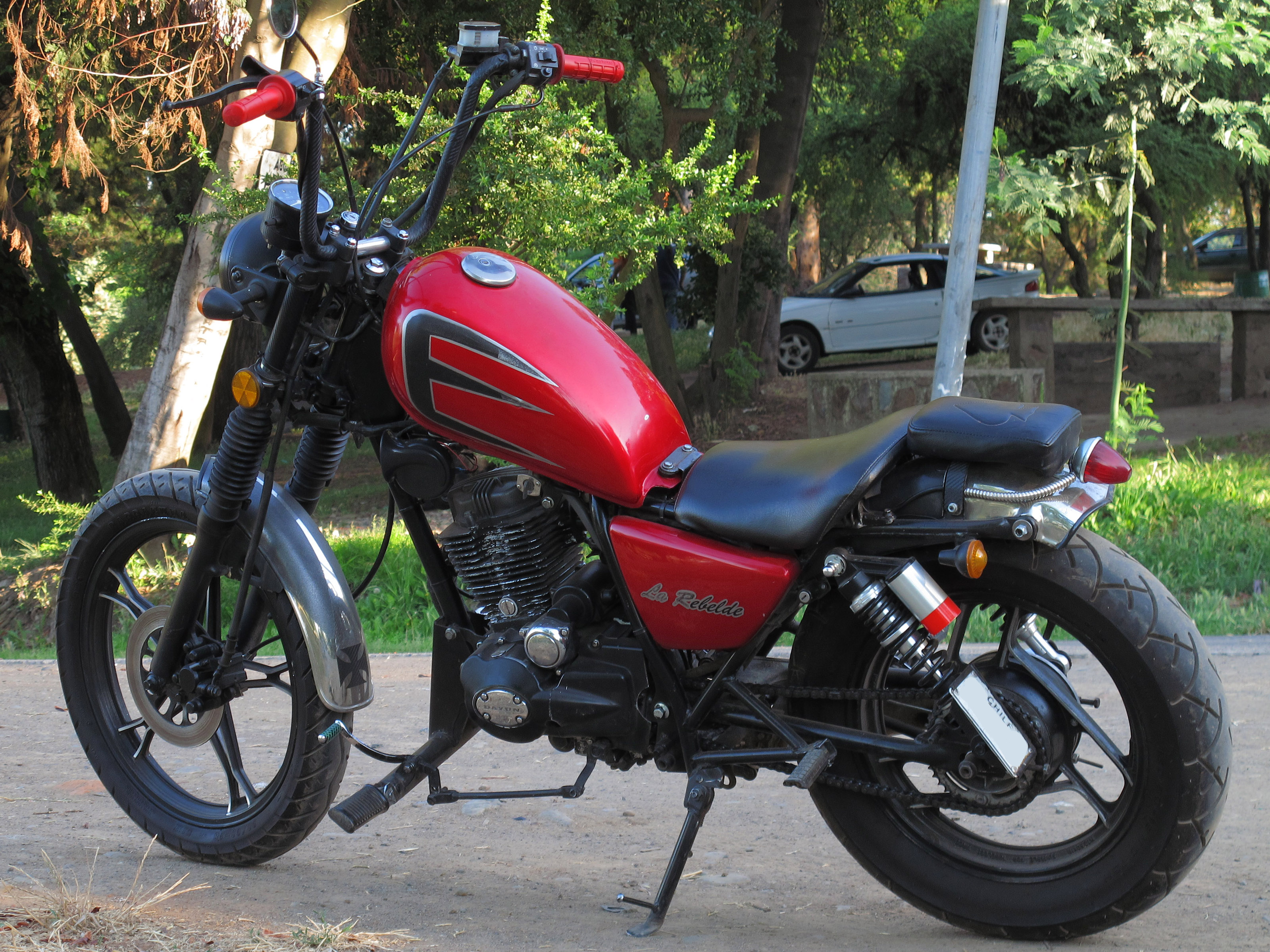
Dayun DY 150
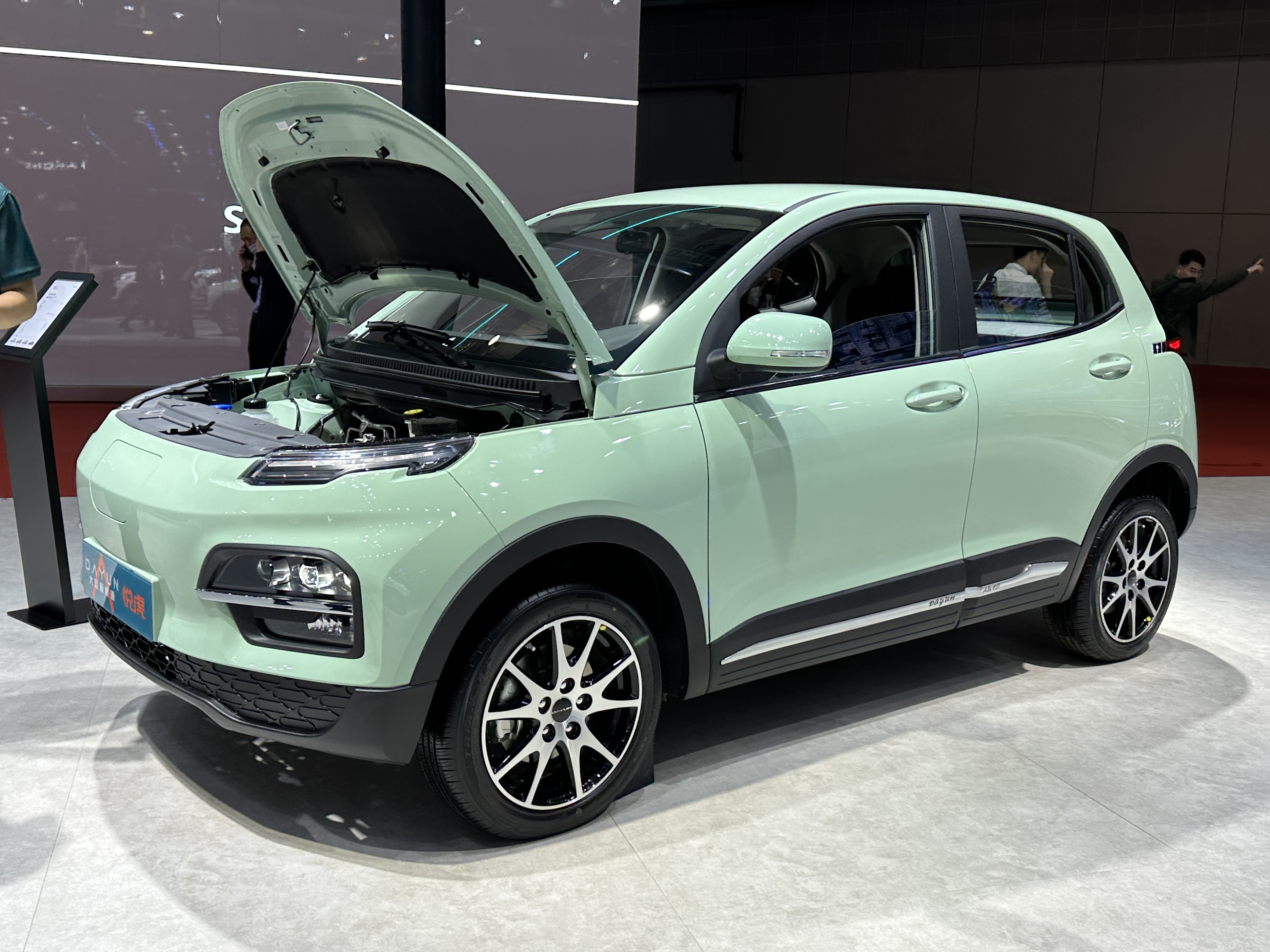
Dayun Yuehu
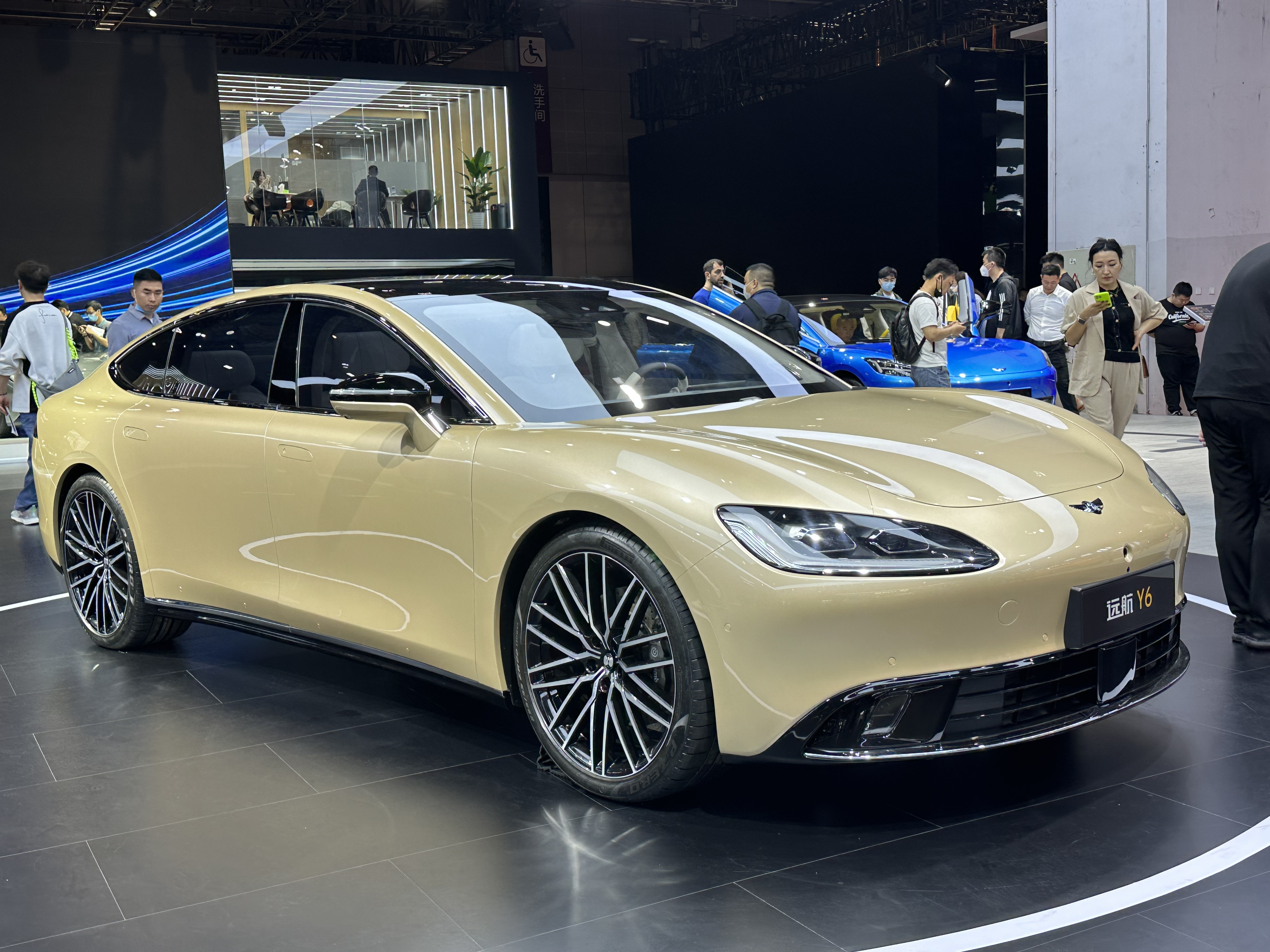
Yuan Hang Y6
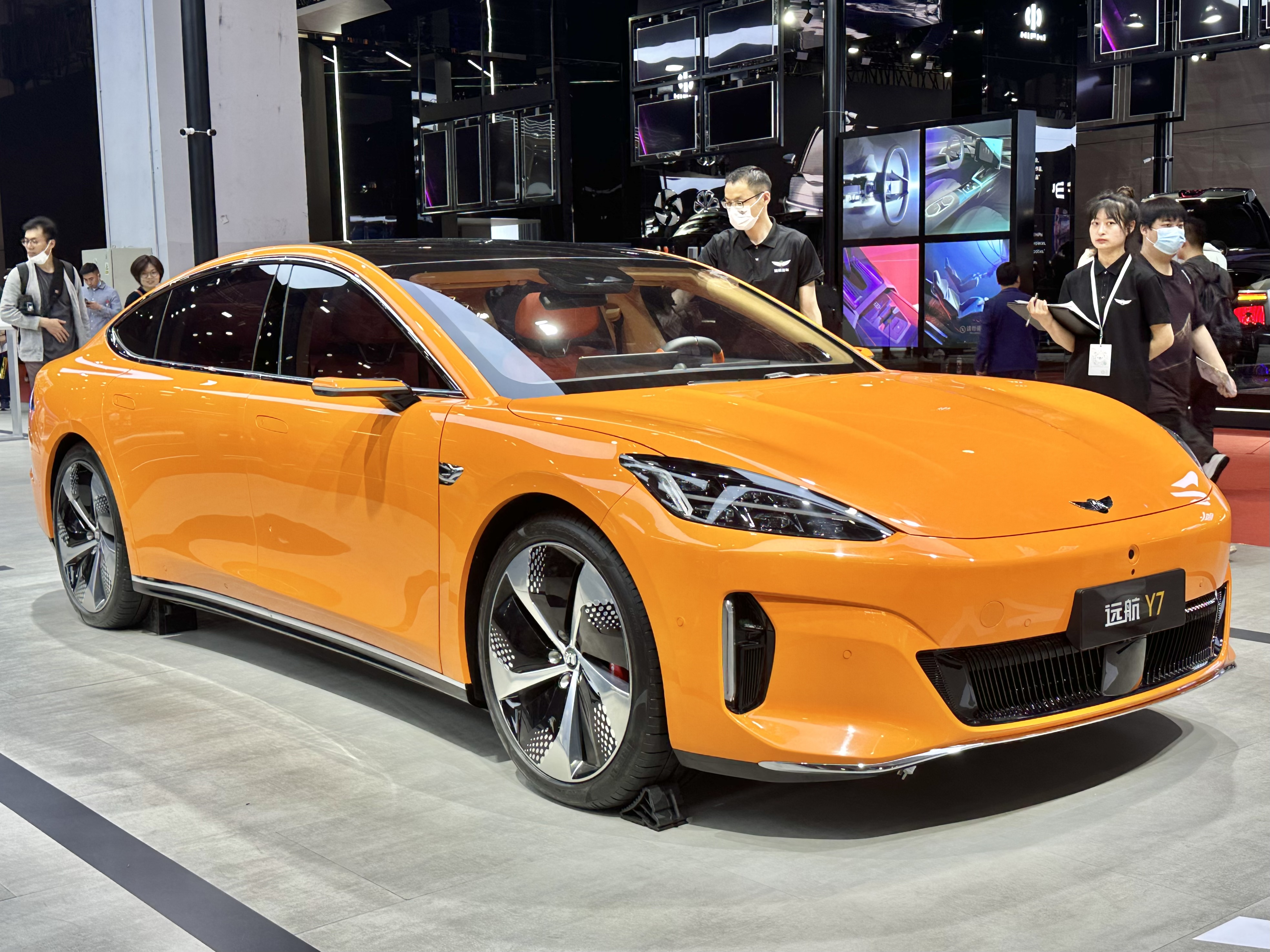
Yuan Hang Y7

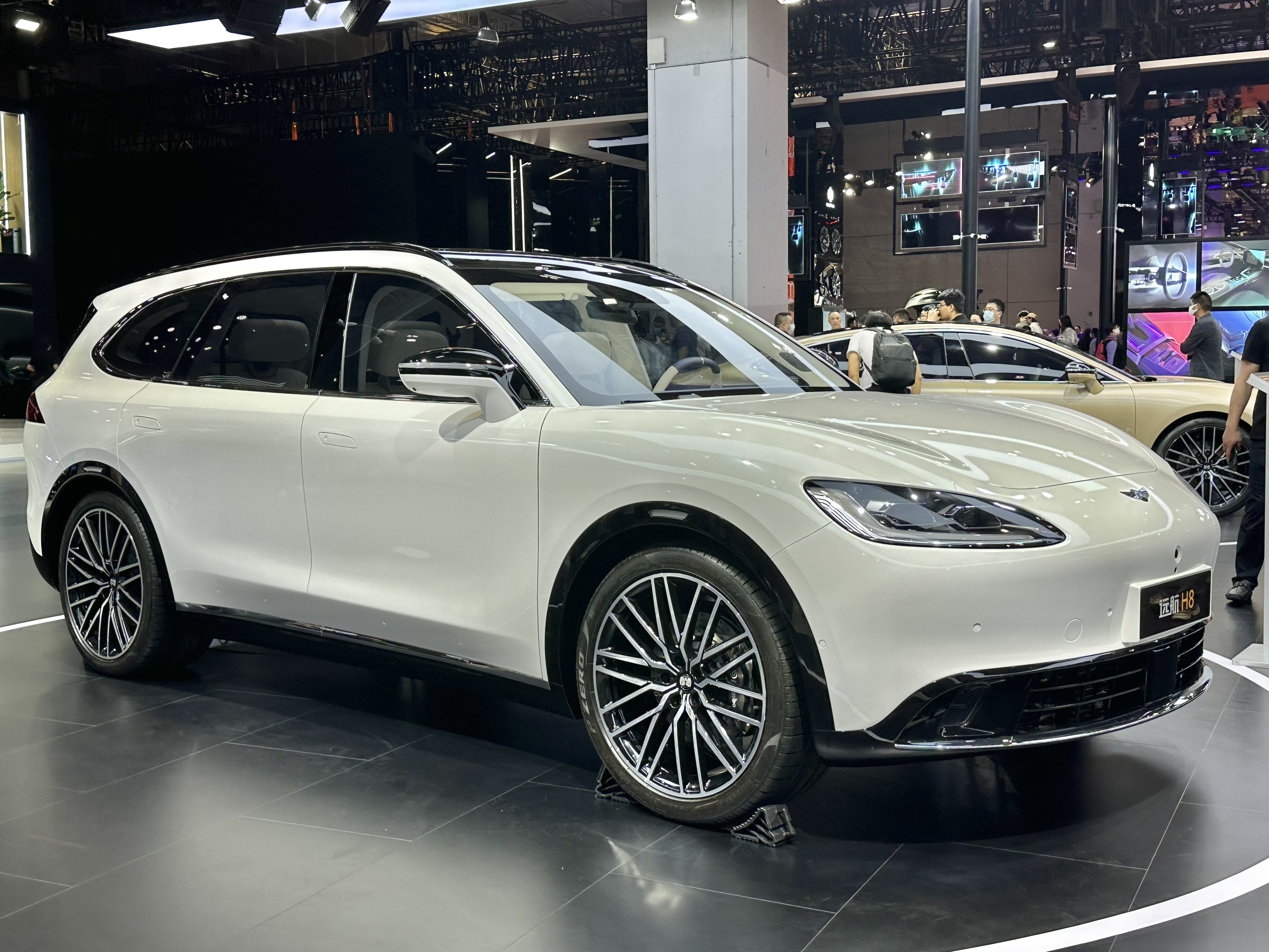
Yuan Hang H8
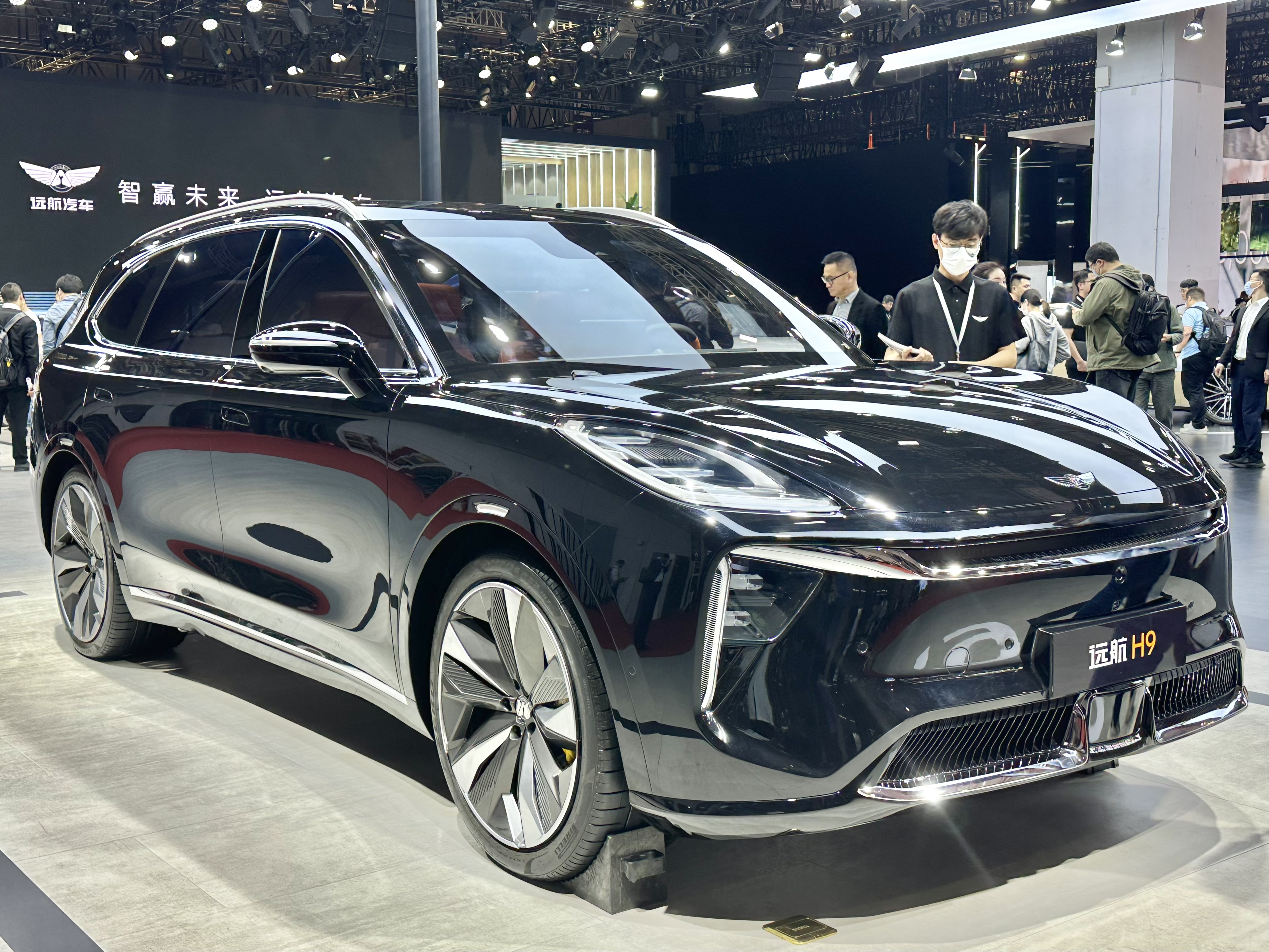
Yuan Hang H9
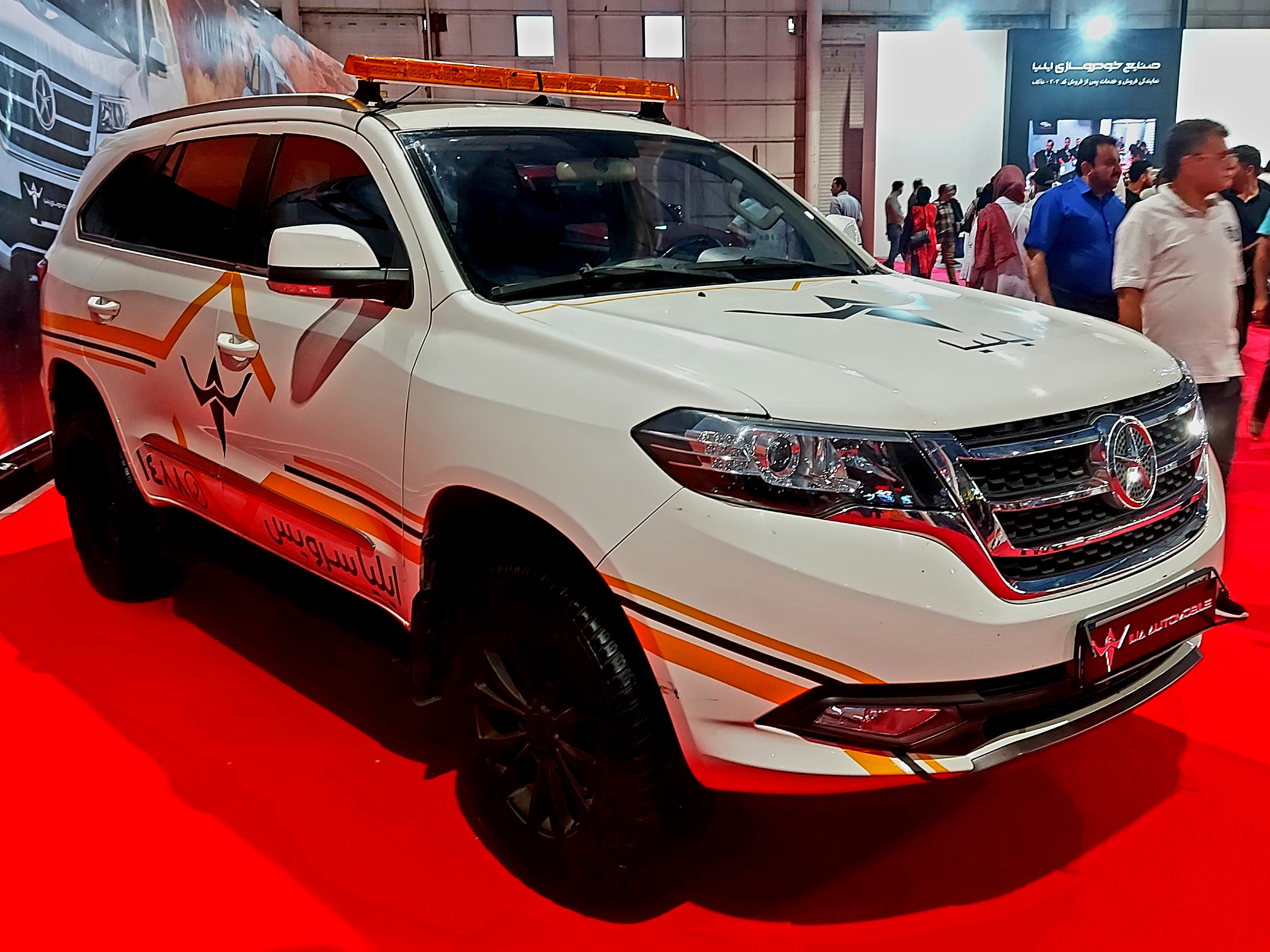
Dayun Y5
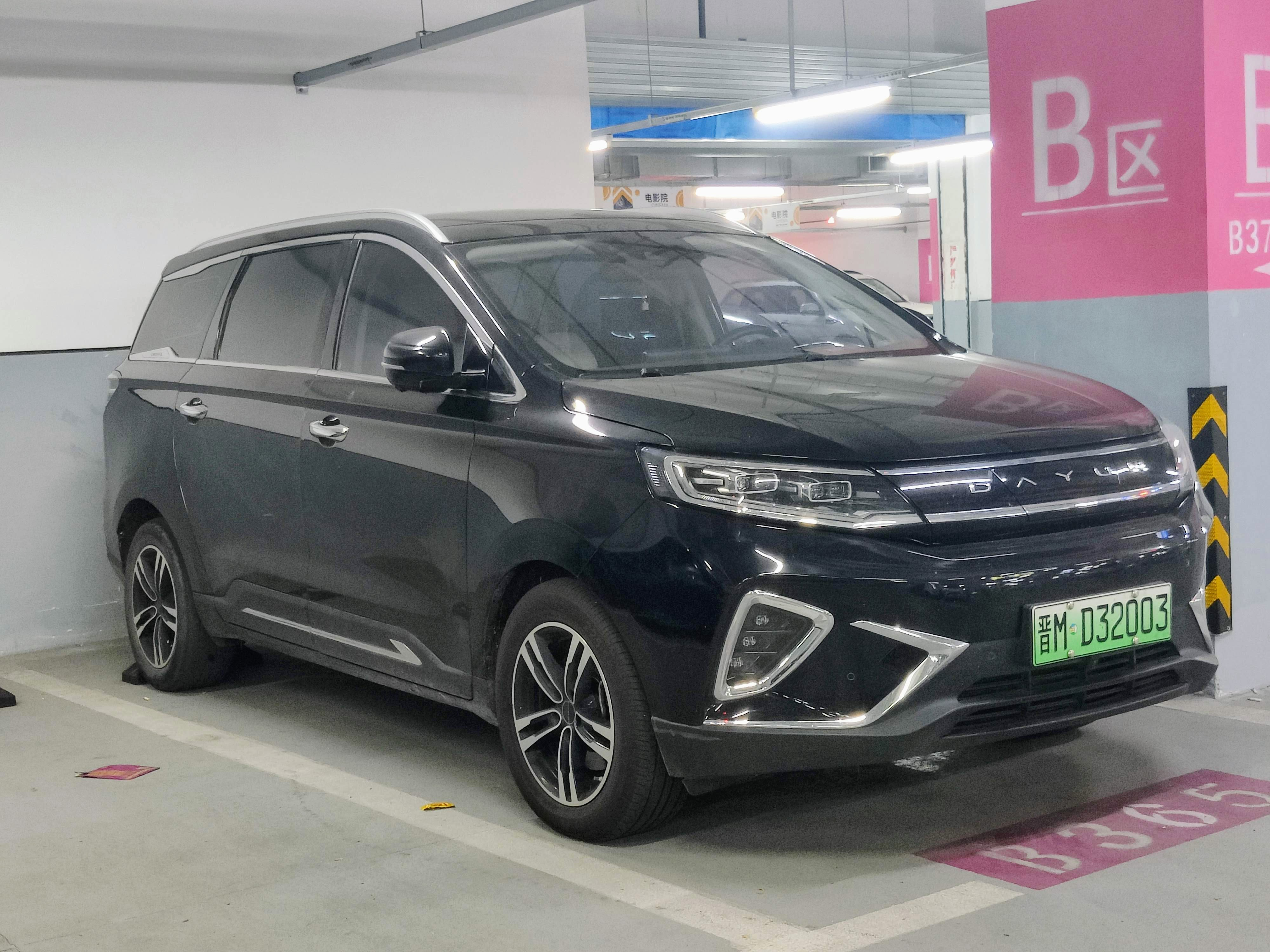
Dayun Yuanzhi M1